# Histoire de chatons
Pour plus de détails, voir Fiche technique et Distribution.
Histoire de chatons (A Tale of Two Kitties) est un cartoon américain Merrie Melodies réalisé par Bob Clampett et sorti le 21 novembre 1942. Il s'agit de la première apparition du canari Titi, ici sans plumes, et des chats Babbit et Catstello.

## Résumé
Derrière une palissade marchent deux chats « tuxedo ». L'un est grand et maigre, l'autre petit et replet. Ce dernier, nommé Catstello, se plaint bruyamment qu'il a faim. Son ami, Babbit, lui propose de manger un oiseau. Il lui montre un nid où se trouve un oiseau à attraper. Catstello dit qu'il aime les oiseaux, aussi Babbit précise qu'il ne s'agit que d'un tout petit oiseau, ce qui décide l'autre d'y aller. Babbit a posé une échelle et Catstello se précipite pour y monter... avant de s'aplatir sur le sol. Comme il a peur d'y remonter, Babbit le pique avec un clou. Ainsi aiguillonné, Catstello se retrouve instantanément au sommet de l'échelle. Mais il a le vertige et tremble comme une feuille. Son ami lui demande de rapporter l'oiseau. Catstello essaye de capturer l'oiseau (Titi) endormi d'un coup de patte lancé au jugé. Mais cela ne provoque qu'un coup de vent qui fait trembler Titi de froid. Titi prend un peu de paille de son nid pour en faire une couverture. Pendant ce temps, le chat sur l'échelle est déséquilibré : l'échelle tangue sous ses pattes, et il crie au secours. L'échelle se sépare alors en deux et perd tous ses barreaux. Le chat se retrouve en appuis sur les deux montants, formant une sorte de paire d'échasses. Il marche fièrement avec devant Babbit, mais se retrouve en équilibre instable sur un seul des montants. Il appelle encore son ami au secours, alors que celui-ci secoue le montant pour le faire descendre. Catstello glisse le long du montant mis en biais pour tomber dans les bras de Babbit. 

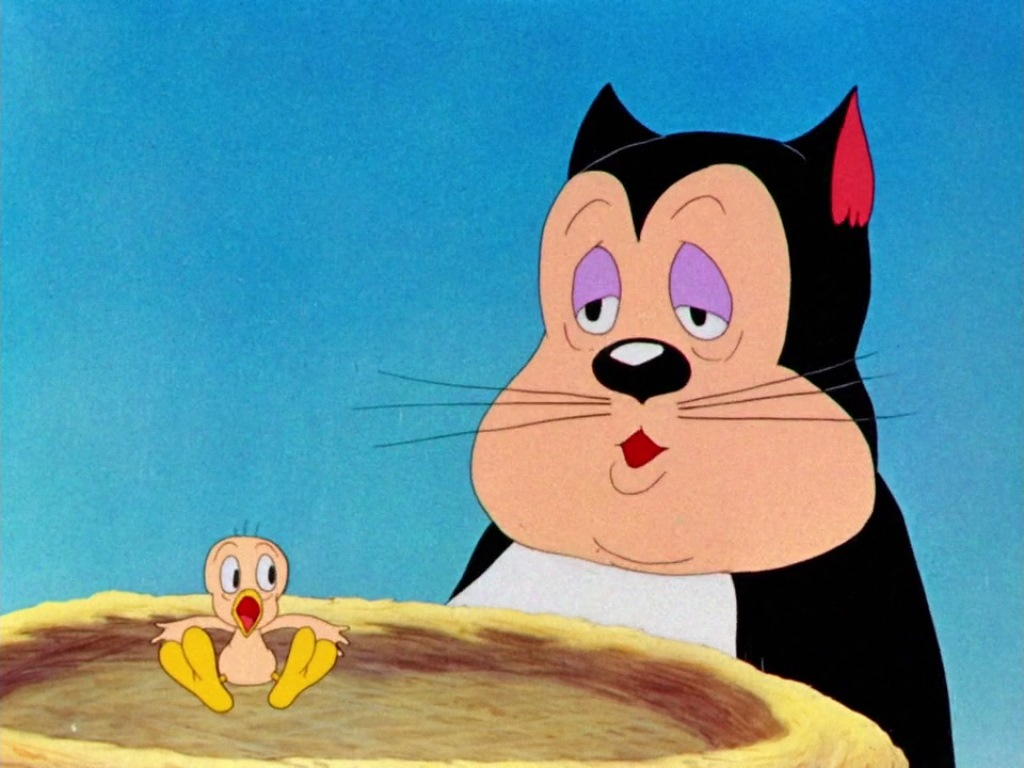
Catstello surprend Titi au nid.

Ce dernier essaye ensuite d'envoyer Catstello  jusqu'au nid en lui faisant chausser des ressorts et en l'introduisant dans une boîte, façon diable en boîte. Une fois enfermé dedans, Catstello se plaint qu'il y fait noir. Babbit fait jouer le loquet et son ami est propulsé dans les airs. Il rebondit de multiples fois jusqu'à hauteur du nid de Titi. Ce dernier finit par le remarquer et prend des mesures contre le chat. Il le frappe d'un grand coupe de massue. Le chat réplique avec une cage (à oiseau) qui lui protège la tête. Titi ouvre rapidement la porte et lui envoie deux doigts dans ses yeux, puis à la fois suivante, un nouveau coup de massue, alors que le chat protégeait ses yeux avec ses pattes. Le chat revient coiffé d'un casque de Tommy. Titi retient le casque de sa petite (mais ferme !) main. Le chat rebondit et s'y cogne. Titi en profite pour placer un cigare dans sa bouche. Le chat à ressort se présente encore une fois, tout contusionné et avec sa tête passée à travers le casque, impuissant devant le terrible canari, et il se prend encore un coup de massue. La fois suivante, le chat brandit un pistolet. Titi, plus vif, le lui prend et tire... un jet d'eau dans la gueule du chat. Ce dernier revient avec un casque de scaphandre pour éviter l'eau (que n'aime pas les chats). Titi ouvre le hublot du casque et y glisse un bâton de dynamite. Le chat descend, et explose par terre. Titi semble plaindre le chat, mais finit sa tirade avec un grand sourire joyeux. 
Babbit a une nouvelle idée : envoyer en hauteur son ami avec une charge d'explosif. Catstello attend la mise à feu en croquant une pomme. Alors qu'il monte dans le ciel, Titi s'empare de la pomme au passage et semble vouloir la dévorer d'une bouchée, mais en extirpe un ver qu'il avale avec appétit. Alors que Catstello découvre qu'il n'a plus sa pomme en main, il redescend avec la gravité. Il s'écrase sur le bord d'un toit, tombe, mais est retenu par une patte prise dans un fil tendu. L'oiseau s'approche, appuie sur la patte pour la faire lâcher, puis enlève un par un les trois doigts accrochés au fil. Le chat tombe à nouveau, mais Titi lui lance une corde de secours. Le chat l'attrape et commence à monter tout le long. Mais l'autre extrémité est accrochée à une enclume au rebord du toit. L'enclume finit par tomber sur le chat. Catstello essaye de l'éviter en « courant » plus rapidement que l'enclume. Le chat s'écrase en faisant un trou dans le sol, suivi de l'enclume, mais aussi de tout le paysage environnant, comme s'il s'agissait d'un tapis, devant Babbit qui arrosait un petit parterre de légumes intitulé « jardin de la victoire » (en rapport au jardin de la victoire de la Seconde Guerre mondiale). Il tire la corde avec l'enclume au bout, s'adresse au trou où devrait se trouver son ami... qui est en fait collé en deux dimensions à l'enclume. Catstello attire son attention en sifflant. Babbit le retire de l'enclume comme un autocollant puis le secoue comme un sac pour lui redonner son volume naturel. 
À la tombée de la nuit, Babbit imagine une dernière tentative : envoyer Catstello (attaché à une aile en planche) dans les airs à l'aide d'une énorme fronde. Content de voler, Catstello crache et postillonne pour imiter un Spitfire. Titi le voit passer. Il coiffe son casque et, par téléphone, il appelle à l'aide la DCA, la Défense Contre Avions. Cette dernière éclaire le ciel et prend le chat volant en chasse. Son aile en bois est criblée de balles. Il demande alors au public « s'il y a un vendeur d'assurances dans la maison » avant de commencer à chuter une nouvelle fois. Alors qu'à quelques mètres il semble devoir tomber sur la pointe d'une fourche, il freine sa chute par simple volonté et s'écarte un peu... pour atterrir sur le dos de son ami. Titi apparaît devant eux coiffé du  casque et en tant que patrouilleur de nuit, il demande l'extinction des lumières (pour éviter d'être l'objet d'une nouvelle attaque dans la nuit). Les deux chats se concertent pour l'attraper, et leurs yeux brillent de convoitise dans l'obscurité. Titi le remarque, et il hurle d'éteindre ces lumières. Ce que font les chats, dont les iris s'assombrissent, ainsi qu'une fenêtre au loin, et même... la lune qui brillait.

## Fiche technique
- Réalisation : Robert Clampett
- Scénario : Warren Foster

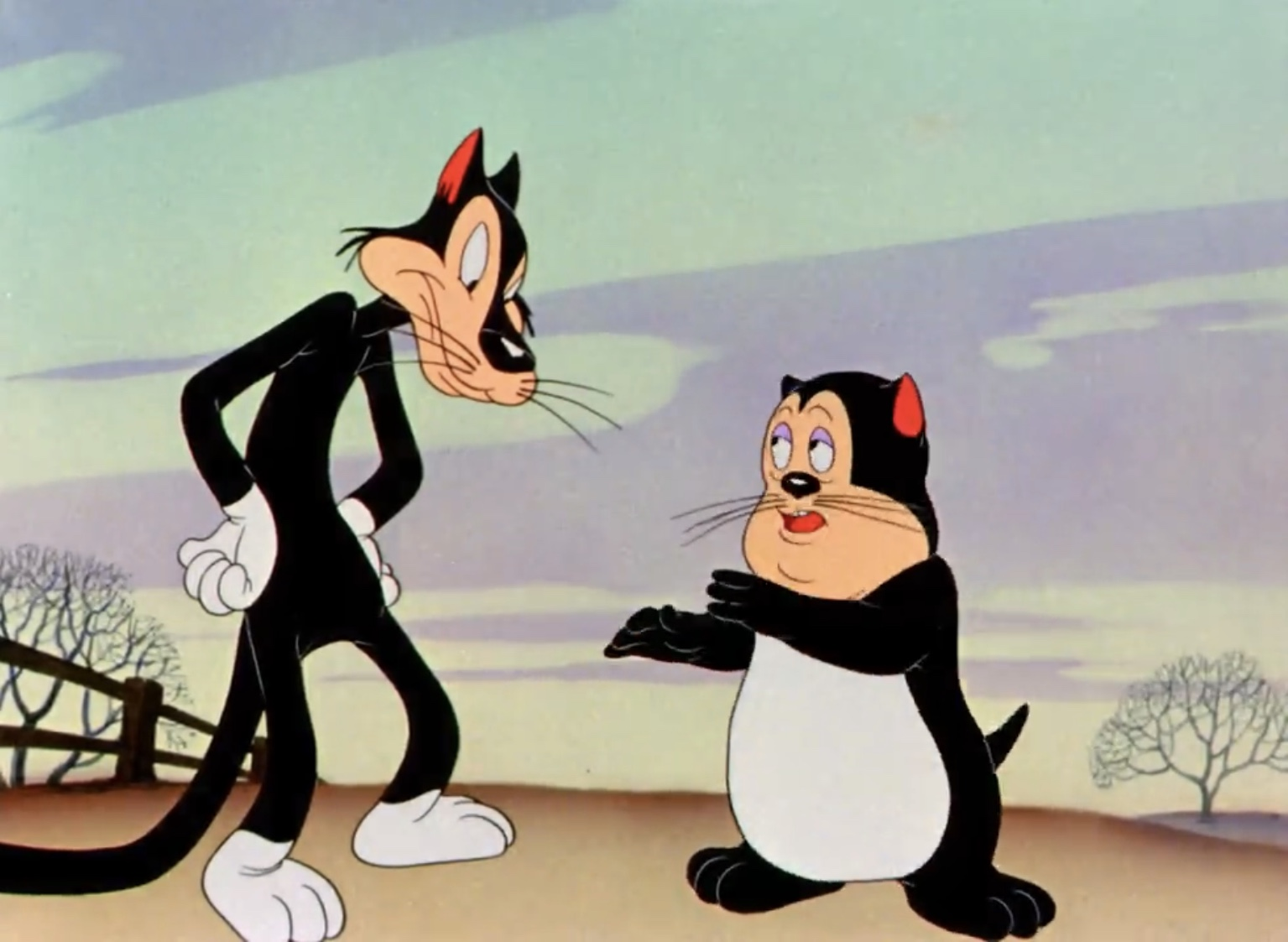
Babbit le grand chat maigre et Catstello le chat obèse.

- Production : Leon Schlesinger Studios
- Musique originale : Carl W. Stalling
- Montage et technicien du son : Treg Brown (non crédité)
- Durée : 7 minutes
- Pays : États-Unis
- Langue : anglais
- Distribution : 
  - 1942 : Warner Bros. Pictures
  - 1980 : Vestron Video (USA) (vidéo) (CED VideoDisc)
  - 1990 : United American Video (UAV) (Netherlands) (VHS) (avec Molly Moo-Cow and the Indians et Prest-O Change-O)
  - 1993 : GoodTimes Home Video (USA) (VHS)
  - 1998 : WinStar Home Entertainment(USA) (DVD)
  - 2005 : Warner Home Video (USA) (DVD)
  - 2007 : Warner Home Video (USA) (DVD)
- Format : 35 mm, 1,37 :1 Technicolor Mono
- Date de sortie : 
  - États-Unis : 21 novembre 1942
  - États-Unis : 24 juillet 1948 (réédition)

## Distribution
Voix originales anglaises :
- Catstello et Titi par Mel Blanc (non crédité)
- Babbit par Tedd Pierce (non crédité)

Voix version française :
- Patricia Legrand : Titi
- Jean Claude Donda : Babbit
- Nessym Guetat : Catstello

## Animateurs
- Rod Scribner (en)
- Rev Chaney (non crédité)
- Robert McKimson (non crédité)
- Virgil Ross (non crédité)
- Sidney Sutherland (non crédité))
- Rod Scribner (préparation) (non crédité)
- Richard H. Thomas	(décors) (non crédité)

## Musique
- Carl W. Stalling, directeur de la musique
- Milt Franklyn, orchestration (non crédité)

### Chansons et musiques
Les chansons ne sont pas citées au générique.
- Someone's Rocking My Dreamboat

Par Leon René, Otis René et Emerson Scott. Jouée quand Titi voit Catstello pour la première fois.
- California, Here I Come

Musique de Joseph Meyer, jouée quand Titi tire le ver hors de la pomme.
- Rock-a-Bye Baby

Musique par Effie I. Canning, jouée quand Babbit tient Catstello dans ses bras.
- Don't Give Up the Ship

Musique par Harry Warren. Jouée quand Catstello joue au Spitfire.
- I'll Pray for You

Musique par Arthur Altman, jouée quand Catstello dit qu'il aime manger des oiseaux.
- Keep Cool, Fool

Écrite par Josef Myrow et James P. Johnson, jouée quand Babbit demande à Catstello de lui donner l'oiseau, musique très présente tout le long du cartoon.
- Hang On to Your Lids, Kids

Musique par Harold Arlen, jouée quand Titi lance une corde à Catstello.
- We Did It Before (and We Can Do It Again)

Musique par Cliff Friend, sifflée brièvement par Babbit alors qu'il sarcle son « jardin de la victoire ».

## Autour du film
On voit pour la toute première fois le canari Titi, créé par Bob Clampett, et dont le nom était Orson au départ pour ce dessin animé. Il est représenté dans le dessin animé sans ses plumes. Quand Catstello utilise des ressorts aux pattes pour attraper Titi, ce dernier dit ces phrases qui seront très souvent réutilisées dans nombre de dessins animés où figure le canari : « Z’ai cru voir un rominet ! » (« I tawt I taw a puddy tat! »), « Mais oui, mais oui ! Z’ai bien vu un rominet ! » (« I did ! I did taw a puddy tat ! ») et « Pôv’ rominet ! » (« Poor puddy tat ! »).
Les chats Babbit et Catstello sont des caricatures aux noms transparents du duo comique Abbott et Costello, et jouent dans le même style. Les studios Warner Bros. reprendront ce duo sous plusieurs formes différentes (duo de chiens, duo de souris) dans trois autres dessins animés : Tale of Two Mice (1945), Hollywood Canine Canteen (1946) et The Mouse Merized Cat (1946).      

### Censure
Une scène est censurée dans les versions diffusées à la télévision, où Babbit demande avec force l'oiseau (« Give me the bird! Give me the bird! »). Catstello s'adresse à l'audience et répond « If da Hays Office would only let me... I'd give him 'da boid' all right » (« Si le Bureau Hays me le permettait... Je lui donnerais l'oiseau sans problème »). C'est une allusion au code Hays appliqué dès 1934, qui interdisait entre autres dans les films toutes espèces d'obscénités. En effet, « donner l'oiseau » en anglais a un double sens, dont celui de « doigt d'honneur », ce qui revient à dire ici que Catstello exprime à Babbit qu'il n'aura pas l'oiseau et qu'il peut aller se faire voir.